# Adobe Voco
Adobe Voco (Eigenschreibweise: „VoCo“) ist ein Bearbeitungsprogramm für Tonaufzeichnungen und möglicherweise künftig Teil der Adobe Creative Cloud. Es ermöglicht Veränderungen von Sprachnachrichten. In Massenmedien wird es auch das „Photoshop für Sprachdateien“ genannt.

## Produkt
Voco ist bisher ein Prototyp eines Audio-Editors, den Adobe auf der Hausmesse MAX Anfang November 2016 in San Diego präsentiert hat. Die Software wurde von Zeyu Jin von der Princeton University vorgestellt. Adobe kooperierte für die Entwicklung mit der Universität. Er soll als Teil der Creative Cloud, oder eventuell eigenständiges Produkt auf den Markt kommen. Die Software lässt sich mit Stimmaufnahmen trainieren. So lernt das Programm die Aussprache der betreffenden Person. Anschließend kann die jeweilige Stimme nachgeahmt und aufgezeichnet werden. Zu erwähnen ist, dass nun auch Wörter im Text aufgenommen werden können, die im Trainingsmaterial gar nicht vorkamen. Um Voco auf eine Stimme anzupassen, genügt eine 20-minütige Aufnahme mit einem beliebigen Text.

## Funktionsweise
Adobe Voco zählt zu den Voice Conversion (VC)-Programmen. Die Software analysiert den Ursprungstext und zerlegt dann die Stimme des Sprechers in einzelne Phoneme. Auf dieser Basis lassen sich im nächsten Schritt beliebige Texteingaben und somit auch andere Wörter mit der Stimmen des ursprünglichen Sprechers synthetisieren.

## Kritik
Kritiker betonen, dass eine Massenmarkt-Software zum Manipulieren von Audiodateien auch Risiken birgt. Mitschnitte von politischen Reden könnten manipuliert und Aussagen verzerrt werden. Zudem könnten Betrüger auch versuchen, biometrische Sicherheitssysteme auszutricksen. Mittlerweile bieten immer mehr Banken und Versicherungen die Möglichkeit an, dass Kunden ihre Stimme als Passwortschutz einsetzen.